# Ditaxis simoniana
Ditaxis simoniana är en törelväxtart som beskrevs av Giovanni Casaretto. Ditaxis simoniana ingår i släktet Ditaxis och familjen törelväxter. Inga underarter finns listade i Catalogue of Life.